# اچ‌ام‌ای‌اس ای‌ئی۱
اچ‌ام‌ای‌اس ای‌ئی۱ (به انگلیسی: HMAS AE1) یک زیردریایی بود که طول آن ۱۸۱ فوت (۵۵ متر) بود. این زیردریایی در سال ۱۹۱۳ ساخته شد.